# Косова Пріштіне
Футбольний клуб «Косова Пріштіне» або просто ФК «Косова Пріштіне» (алб. Klubi Futbollistik Kosova Prishtinë; KF Kosova Prishtinë серб. Фудбалски клуб Косова Приштина) — професіональний косовський футбольний клуб з міста Приштина.

## Історія
ФК «Косова Пріштіне» був заснований в 1946 році в Приштині. З моменту свого створення виступав у нижчих лігах чемпіонату Югославії. В 1951 та 1954 роках виграв чемпіонат краю. В 1966 році змінив назву на «Магента Приштина», але потім повернувся до колишньої назви. В 1990 році з моменту створення Першої ліги Косова розпочав виступи в ній. В сезоні 2005/06 років посів останнє 12-те місце, але залишився у вищій лізі. В наступному сезоні знову посів останнє 16-те місце, але цього разу вилетів з Суперліги до першої ліги. В 2009 році вилетів до другої ліги. В 2012 році повернувся до першої ліги.

## Досягнення
- Кубок Косова
  -  Володар (1): 2003/04

- Чемпіонат краю Косова
  -  Чемпіон (2): 1951, 1954